# Hugo van Rouergue
Hugo van Rouergue (overleden in 1054) was van 1008 tot aan zijn dood graaf van Rouergue. Hij behoorde tot het huis Rouergue.

## Levensloop
Hugo was de zoon van graaf Raymond III van Rouergue uit diens huwelijk met Richardis van Millau. Na de dood van zijn vader in 1008 werd hij graaf van Rouergue en Gévaudan. Ook verwierf hij hierdoor de suzereiniteit over de naburige gebieden Agde, Béziers, Uzès en Narbonne. 
In 1016 verkocht hij zijn rechten op het aartsbisdom Narbonne. In 1035 deed hij hetzelfde met een aantal allodiale landerijen, die hij aan zijn burggraaf Berengarius verkocht. In februari 1051 doneerde Hugo de kerk van Tribons aan de Abdij van Conques, voor het zielenheil van zijn vader.
Hugo huwde met Fides, dochter van graaf Wilfried II van Cerdanya, die in 1016 zijn rechten op Narbonne had overgekocht. Ze kregen op zijn minst twee dochters: Bertha (overleden in 1065), die huwde met graaf Robert II van Auvergne, en Fides, die huwde met burggraaf Bernard van Narbonne.
Hij overleed in 1054. Zijn graafschap werd geërfd door zijn oudste dochter Bertha, maar zij verloor de suzereiniteit over de naburige gebieden aan graaf Willem IV van Toulouse.